# Curdomo
Curdomo è stato un comune della provincia di Bergamo esistito tra il 1927 ed il 1947.

## Storia
Il comune di Curdomo fu creato nel 1927 dalla fusione dei comuni di Curno e Mozzo. Il nome derivava dall'unione di Curno, Dorotina (oggi frazione di Mozzo) e Mozzo.
Nel 1947 il comune di Curdomo venne disciolto, e al suo posto furono ricostituiti i comuni preesistenti.

## Società

### Evoluzione demografica
La popolazione del comune era di 3.808 abitanti nel 1931 e di 3.815 abitanti nel 1936.